# Mladen II. Šubić Bribirski
Mladen II. Šubić Bribirski ( hrvaško Mladen II Šubić Bribirski, madžarsko bribiri Subics Mladen; ok.1270 – 0k.1341), hrvaški voditelj in član plemiške rodbine Šubićev, je bil hrvaški ban in gospodar vse Bosne. Potem ko je nasledil svojega očeta Pavla, je še bolj utrdil Šubićko oblast in pripeljal Štefana Kotromanića za upravitelja Bosne pod svoje vrhovno gospostvo. Njegovo nadaljnje vladanje pa je zaznamovalo oslabitev Šubićev in se konča z uporom dalmatinskih mest in hrvaškega plemstva leta 1322. To je dodatno pripeljalo do Mladenovega poraza v bitki pri Bliski in poznejšega zapora s strani ogrskega kralja Karla I., ki so ga Šubići predhodno spodbudili in vodili, da prevzame prestol. Mladen je nadaljeval z razvojem državnih in dvornih institucij, in njegova dejanska vladavina je privedla do nadaljnjega razvoja viteške kulture na Hrvaškem.

## Ozadje
Mladen II. je bil krščen kot Ivan, v čast Janeza Krstnika, zavetnika Šubičev.
Po dinastičnem razpadu monarhije Ogrske in Hrvaške se je Mladenov oče Pavel pojavil kot močan oligarh, ki je uveljavil suvereno oblast nad celotno Hrvaško in Dalmacijo, katere ozemlja je razdelil med člane svoje družine. Vladal je s svojega sedeža v utrjenem mestu Bribir, kjer je poleg svojega gradu dal zgraditi triladijsko baziliko sv. Marije znotraj frančiškanskega samostana. 
Po izumrtju dinastije Árpádov je Pavel na prestol pripeljal Anžuvince, čeprav je bila njihova oblast nad ozemljem, ki ga je imela družina Šubić, skozi celotno upravljanje le nominalna. Pavel je izvedel obsežne pohode in močno razširil svojo oblast proti vzhodu, nad Bosno in Humom, uspešno pa se je vojskoval tudi proti Beneški republiki in zavzel dalmatinsko prestolnico Zadar. Bil je najmočnejši hrvaški plemič ob koncu 13. in v začetku 14. stoletja. Koval je tudi svoje kovance.

## Biografija

### Zgodnja leta
Mladen II. Šubić je bil najstarejši sin Pavla I. Šubića Bribirskega, ki je bil najmočnejši hrvaški plemič ob koncu 13. in v začetku 14. stoletja, in njegove prve žene, katere ime ni znano. Glede datuma njegovega rojstva ni na voljo nobenih zapisov, domnevajo pa, da se je rodil okoli leta 1270. Mladen II. je imel tri brate: Jurija II. Šubića, Gregorja III. Šubića in Pavla II. Šubića.
Po smrti svojega strica, bosanskega bana Mladena I. Šubića leta 1304, je moral njegov oče Pavel I. Šubić sam voditi vojsko za zatrtje upora v Šubićevi Bosni, nakar je leta 1305 prevzel naziv "Gospodar vse Bosne" (totius Bosniae dominus), na Mladena pa prenesel naslov bana. Ko je Benečanom zavzel mesto Zadar, ga je mestna skupnost izvolila za zadrskega grofa in si je privzel tudi naziv "grof Dalmacije". Njegove čete so sodelovale tudi v kasnejši bitki proti Beneški republiki, ki je poskušala mesto ponovno zavzeti. Pod očetom je vladal Bosni, po Pavlovi smrti leta 1312 pa so se razmere v Bosni in na Hrvaškem zapletle.

### Vladanje
Očeta je nasledil kot hrvaški ban po njegovi smrti 1. maja 1312 in podedoval močno utemeljeno gospostvo, ki je obsegalo vso Hrvaško, Bosno, Zahumlje in dalmatinska mesta. Njegova žena Helena je bila sorodnica anžujske kraljevske hiše, Mladen pa je že sklenil poročne pogodbe njunih otrok z Goriškimi grofi, ki bi lahko bili dragoceni zavezniki v vojni proti Beneški republiki.
Mladen je močno oslabil beneške poskuse zavzetja Zadra, saj je odkupil vodjo njihovih najemnikov, kar je močno zmanjšalo njihov potencial na kopnem. Septembra 1313 pa je privolil v vrnitev Zadra Benetkam, pod pogojem, da mestu podelijo precejšnjo avtonomijo. Odrekel se je naslovu zadarski grof, vendar je leta 1314 dobil zadrsko meščanstvo pod beneškim pokroviteljstvom. Pri tem je ohranil močne in stabilne odnose z mestom in vzpostavil status quo z Benetkami. 
Njegova vladavina je spomladi 1315 prvič naletela na upor, ko je kapitan in potestat mesta Trogir, Matej iz Zorija, v notranjem boju v mestu izgnal člane družine Andreis. Čeprav to ni bilo dejanje, uperjeno proti Mladenovi oblasti, je bil izgnanec deležen njegove podpore in posledično je sovražno odgovoril. Mladen je zahteval od komune, »naj mu pošlje prazen list papirja, na katerega bo pisal, kar hoče od mesta« in štirideset talcev, kar je mestni svet zavrnil. V strahu pred Mladenovo jezo so se odločili tudi samostan zunaj mestnega obzidja uničiti, da ga ne bi uporabili kot vojaško oporišče proti mestu. Kljub temu incident ni eskaliral, Mladen pa je Mateju dovolil, da je obdržal svoj položaj. Vendar je mestu naložil veliko denarno kazen. Matej Zori je navezal stike s člani Mladenovega dvora, da bi si zagotovil boljši status. Leta 1317 je bil Matej Zori sčasoma odstavljen s položaja in so ga nekateri zunanji elementi s pomočjo mesta Šibenika pregnali v izgnanstvo, dejanje, ki ga je podpiral Mladen. Leta 1318 je naložil nadaljnje sankcije mestu in Matejevim privržencem 
Poleg Trogirja je imel težave tudi s hrvaškim plemstvom. Po očetu je podedoval spor glede Jablanca s krškim plemenitim Friderikom III. (Frankopanom), ki pa ni predstavljal večje nevarnosti. Večjo grožnjo je predstavljal upor grofov Nelipićev in Kurjakovićev pozimi 1316–1317, verjetno v povezavi z njegovimi spopadi proti slavonskim plemičem Babonićem. Spor je bil kmalu razrešen in zdi se, da uporniki niso padli v njegovo nemilost.
Po smrti Štefana Dragutina je zasedel severna ozemlja današnje Bosne in Hercegovine, Usoro in Soli. To dejanje je povzročilo maščevanje sosednje Raške, ki je iz Stona napadla Šubićeva ozemlja. Leta 1318 se je pridružil križarski vojni Filipa Tarentskega, titularnega latinskega cesarja in bratranca njegove žene, proti kralju Raške Milutinu. Mladen je s svojih ozemelj v Zahumlju vdrl v Raško in bil sprva uspešen, a se je moral v naslednjih letih umakniti. Po tem je bil njegov mlajši brat Jurij II. (ki je bil omiški grof) dan kot talec nasprotni strani v okviru mirovnih pogajanj in je bil nato premeščen v mesto Dubrovnik na varno hrambo.
Mladenova vladavina ni bila priljubljena pri bosanskem plemstvu, še posebej med privrženci nekdanjega bosanskega bana Štefana Kotromanića. Zato je Kotromaniča postavil pod svoje pokroviteljstvo in uredil poroko med njim in eno od hčera Majnharda Ortenburškega. Zavzel je tudi strpno držo do bosanskih kristjanov (pripadnikov bosanske cerkve), kar ga je pripeljalo v spor s papežem. Kasneje, da bi obnovil in umiril razmere v Bosni, je leta 1322 Štefana imenoval za bosanskega bana.

### Zadnja leta
Še en upor se je leta 1319 pojavil v mestu Šibenik, najbolj lojalnem mestu družini Šubić. Vzroki zanj niso znani, znano pa je, da je komuna zahtevala posredovanje Benetk. Upor je Mladen vzel zelo resno, saj je ponudil priložnost Benetkam, da se neposredno vmešajo v Mladenovo afero, čeprav je bila ta že zatrta, preden so Benetke uspele diplomatsko ukrepati. Zaprl je vodje upora Koze Ilijskega, pod obtožbami zarote proti njegovemu življenju. Mladenov padec se je začel z drugim uporom Šibenika leta 1321/1322, ki se mu je kmalu pridružil Trogir. Mladen je najprej napadel in oropal okolico Šibenika, čemur je sledilo obleganje samega mesta. Ukazal je pripeljati Kozine brate pred mesto in jih javno usmrtiti. To dejanje je samo še poglobilo konflikt in spodbudilo druge člane hrvaškega plemstva k uporu, vključno z njegovim mlajšim bratom Pavlom II., ki je bil takrat trogirski vojvoda. Upor mest so podprle Benetke in marca 1322 je Šibenik sprejel beneško oblast, ki je poslala floto, da bi ga branila pred Mladenovimi poskusi maščevanja. Pavel II. in mesto Trogir sta sklenila zavezništvo s ciljem, da odstavita Mladena in ga nadomestita s Pavlom. Kljub temu je tudi Trogir sprejel nadoblast Benetk in izjavil, da njegova zvestoba ostaja Karlu I. Ogrskemu, njegovemu naravnemu gospodarju. To je prisililo Mladena, da je sklical zbor hrvaškega plemstva, da bi pridobil podporo in omilil napetosti z dalmatinskimi mesti. Poskus je bil neuspešen, saj se je zbor končal s še večjo sovražnostjo preostalega plemstva do njega.
Spor je dal povod kralju Karlu, ki je do tedaj odpravil oligarhično oblast na Madžarskem, da je ponovno vzpostavil kraljevo oblast na Hrvaškem, saj je oporekal Mladenovi oblasti nad temi deželami. Kralj je imenoval novega hrvaškega bana Ivana Babonića in nato skupaj z njim odšel na pohod proti Mladenu.  Prva bitka je bila v bližini Šibenika, v kateri so bile Mladenove čete poražene, zaradi česar se je moral umakniti proti jugu. Vojske Trogirja, Šibenika in Benetk so oropale mesto Skradin. Druga in zadnja bitka se je zgodila v Blizni pri trdnjavi Klis. Mladenovo vojsko so sestavljale njegove lastne čete, čete njegovega brata Jurija II., pa tudi Vlahi in pripadniki manjšega  plemstva iz območja Poljica. Nasprotna vojska so bile kraljeve čete pod poveljstvom Ivana Babonića v koaliciji s hrvaškim plemstvom (vključno s Pavlom II. Šubićem) ter trogirska in šibeniška milica. Bitka je privedla do zmage koalicije, ki je Mladena prisilila južneje v trdnjavo Klis.
V trdnjavi Klis je Mladen prejel novico o kraljevem prihodu v Knin, kar ga je spodbudilo, da pošlje svojega mlajšega brata Jurija II. kot diplomata z namenom pogajanj. Karel I. je zelo skrbno sprejel Jurija in zagotovil, da bo Mladen osebno prispel v Knin. Kljub prejšnjim kraljevim obljubam so Mladena ob prihodu zaprli in skupaj s kraljem odpeljali na Ogrsko, kjer je v neznanih okoliščinah živel v ujetništvu. Možno je, da je bila odpeljana v ujetništvo tudi njegova hči Katarina. Umrl naj bi okoli leta 1341.
Po tem razvoju situacije je ogrski kralj Štefanu II. Kotromaniću podelil Bosno in Dalmacijo od Cetina do Dubrovnika. Mladenov nekdanji član njegovega dvora in zaupnik, Ivan Nelipić, je izkoristil priložnost in kraljevim silam odvzel grad Knin. Po porazu sil Mladena II. je rodbina  Šubić izgubila ne samo Bosno, ampak tudi dežele v Hrvaški, ki je za vedno izgubila svoj nekdanji vpliv. Mladena II. je nasledil njegov brat Jurij in kasneje njegov nečak Mladen III. Šubić kot starešina rodbine Šubić, ki je nadaljeval vladavino nad Klisom, Skradinom in Omišem do leta 1348.

## Naslovi
V listini z dne 10. aprila 1318 se Mladen II. Šubić imenuje »ban Hrvaške in Bosne ter generalni gospodar Humske dežele«.  